# Culeolus easteeri
Culeolus easteeri är en sjöpungsart som beskrevs av Takasi Tokioka 1967. Culeolus easteeri ingår i släktet Culeolus och familjen lädermantlade sjöpungar. Inga underarter finns listade i Catalogue of Life.